# Sylvia (fåglar)
Sylvia, bildat av det latinska ordet silva som betyder 'skog', är ett släkte med små insektsätande fåglar, ibland kallade äkta eller typiska sångare, som tillhör familjen sylvior (Sylviidae). 

## Egenskaper
Sylviasläktets arter återfinns dels i tempererade och subtropiska områden i västra palearktis, med sitt centrum runt Medelhavet, dels lokalt i olika delar av Afrika. Många av arterna inom släktet Sylvia uppvisar könsdimorfism, med distinkta hon- och handräkter. Ett vanligt kännetecken är att hanen hos vissa arter har ett svart fjäderparti på huvudet och att detta parti är brunt eller gråaktigt hos honan. Arter som häckar i de tempererade områdena är oftast utpräglade flyttfåglar, men vissa av dessa är stannfåglar. Släktets karaktäriseras oftast av arter som är mycket aktiva och rörliga och återfinns i ganska öppna skogs- och buskbiotoper.

## Arter i släktet
Exakt vilka arter som tillhör släktet har varit kontroversiellt. Genetiska studier visar att svarthättan är närbesläktad med trädgårdssångaren, men även fyra till fem afrikanska arter som tidigare behandlades som timalior: príncipesångaren, rödnäbb, kattsångare och de båda nunnesångarna. Denna grupp skildes åt från övriga Sylvia-sångare som ärtsångare och törnsångare för hela 15 miljoner år sedan. Av den anledningen lyfte BirdLife Sveriges taxonomikommitté 2020 ut den senare gruppen som ett eget släkte, Curruca. Sylvia i begränsad mening består därför numera av följande arter:
- Trädgårdssångare (Sylvia borin)
- Svarthätta (Sylvia atricapilla)
- Príncipesångare (Sylvia dohrni) – tidigare i Horizorhinus
- Kattsångare (Sylvia galinieri) – tidigare i Parophasma
- Rödnäbb (Sylvia nigricapillus) – tidigare i Lioptilus
- Ruwenzorinunnesångare (Sylvia atriceps) – tidigare i Pseudoalcippe
- Nunnesångare (Sylvia abyssinica) – tidigare i Pseudoalcippe